# Нове Нікольське (Тверська область)
Нове Нікольське (рос. Новое Никольское) — присілок в Калязінському районі Тверської області Російської Федерації.
Населення становить 30 осіб. Входить до складу муніципального утворення Старобісловське сільське поселення.

## Історія
Від 2005 року входило до складу муніципального утворення Старобісловське сільське поселення.

## Населення
| 2010 |
| ---- |
| 30   |